# 蘭伽
蘭伽（英語：Ramgarh Cantonment，抗战时期译作蘭姆伽，中国地图出版社现译名为拉姆格尔）是印度的一个城镇，原屬比哈爾邦。2000年歸屬分立出来的賈坎德邦。
拉姆格尔城镇的人口接近百万，这里是印度最古老的两个步兵团的驻地，分别是成立于1761年的旁遮普团和成立于1846年的锡克团。从英属印度时期至今一直是保密的军事训练基地。这里气候比较干燥，有良好的铁路交通系统和训练设备以及可供数量庞大的军队住宿的营房。土地干涸贫瘠的丘陵地带，树林灌木稀疏。基地非常庞大，有60平方英里。营地以团为单位，有的是平房，有的是帐篷，每个营房都以第XX号营地（No.XX Camp）冠名。每号营房都有高大的围墙，围墙上面还留有当年防范战俘逃跑而设置的可通电的铁丝刺网。营区内有公路，营区外是拉姆格尔小镇和火车站。

## 地理
拉姆格尔位于焦达讷格布尔高原上的兰契高原（Ranchi Plateau）和赫扎里巴克高原（Hazaribag Plateau）之间的達摩達河河谷南岸。

## 历史

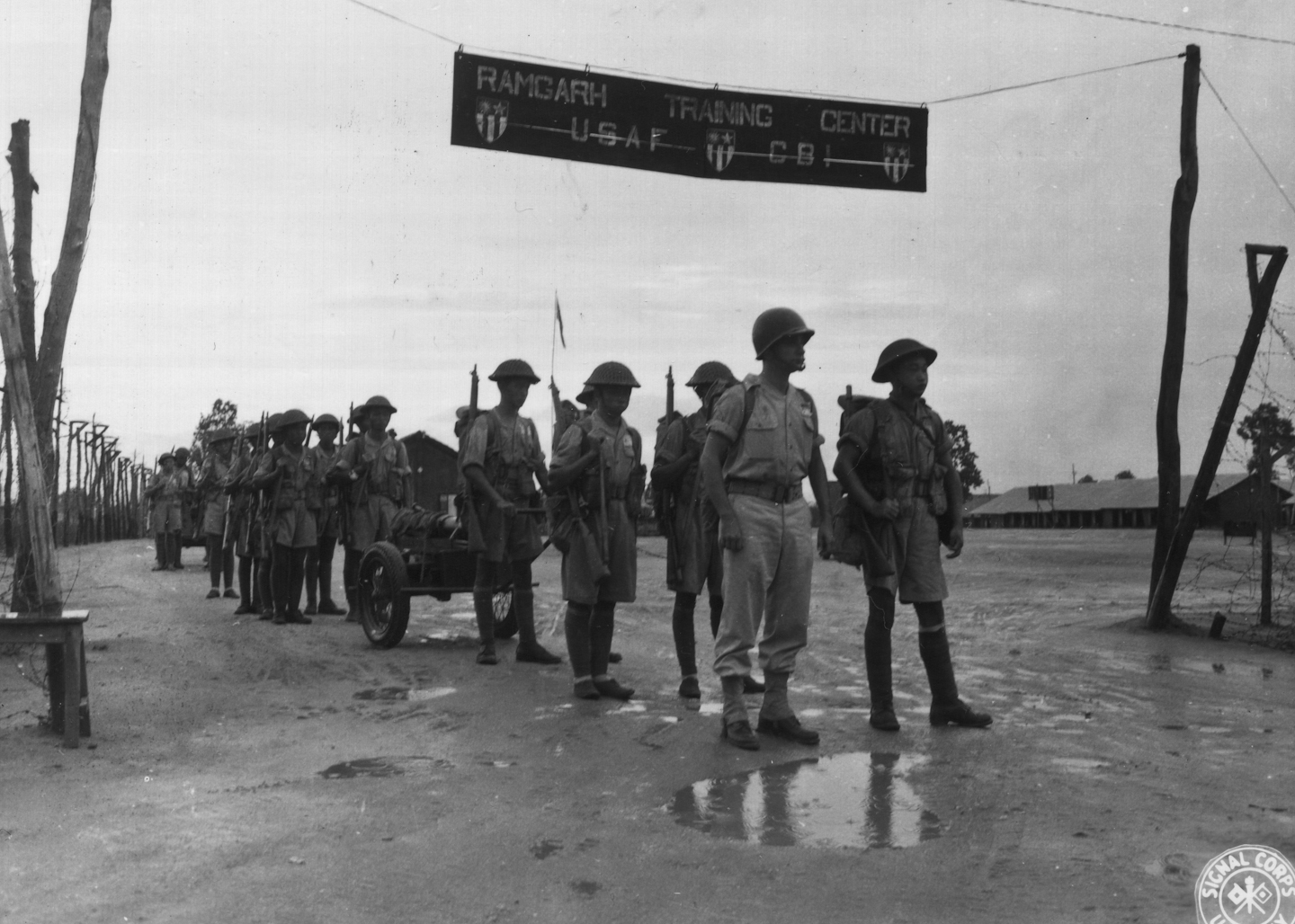
中國遠征軍，攝於1944年

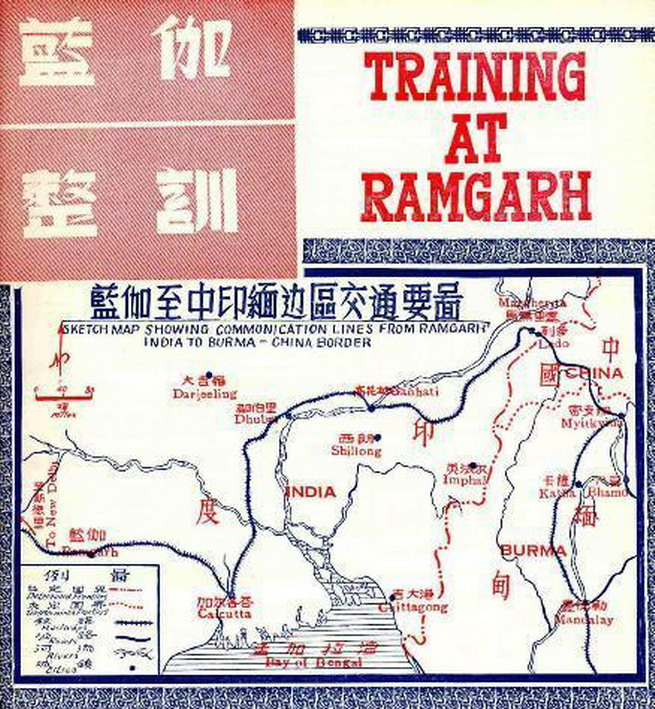
中国地图上标注的“蘭伽”位置

1942年，中国远征军第六十六军的新编第38师奉命驰援英军，并按照史迪威的指示，由缅甸的提定以北地区向印度撤退，于1942年5月中旬到达印度的英帕爾。1942年7月17日，孫立人將軍率領的國民革命軍新編第三十八師到達蘭伽。杜聿明第五军直属部队及新编第22师，由缅甸的打洛、新平洋，经野人山向印度的利多撤退，于1942年8月初到达印度的迪布鲁加尔。陆陆续续到蓝姆迦一直延续到1942年9月。驻印部队的番号仍为“中国远征军第一路长官司令部”，下辖新编第38师和新22师。1942年7月30日，中国驻印军总指挥部宣告成立，史迪威和罗卓英分任正、副总指挥。自9月起，中国政府逐日向印度空运官兵450至600人，由于美方体检时淘汰较多，到12月底，仅有3.2万人运至印度。10月底，罗卓英奉调回国，副总指挥部撤销，驻印军改编为新编第一军，下辖新编第38师和新22师，郑洞国为军长，舒适存为副军长。1943年初，中国驻印军的编练已初步完成。
1942年6－7月，美国参谋人员开始到蓝姆迦集中。1942年6月27日第一批两名美国军官来到这里，随后是6月30日训练营司令官Frederick McCabe（麦克甫）准将抵达。训练中心最后于1945年7月4日关闭。
1942－1945年之间，除了前面说到的新38和新22师外，通过驼峰航线又从云南空运到印度的中国新编第30师、第50师、第14师的部分官兵和云南的大部分军官都在蓝姆迦集训，并得到了最好的装备蘭伽基地訓練了中國駐印軍5368名軍官和48124名士兵。
中華民國駐印軍在此地經過休整和訓練，接受美國訓練和更換裝備。后续进驻印度东北部和缅甸邻近的地区（比如雷多），积极做好中缅印战区反攻緬北打败日军的戰鬥准备。
蘭伽該地保存有中華民國駐印軍蘭伽公墓。